# Religieuze waarheid
Een religieuze waarheid is de verheffing boven elke twijfel van een religie. Hierbij wordt een beroep gedaan op de openbaring waarmee de rede ondergeschikt wordt gemaakt aan geloof. Daarmee wordt dit een persoonlijke subjectieve waarheid die desondanks universele objectieve pretenties kan hebben. De exacte inhoud verschilt evenwel per religie.

## Boeddhisme
De lering over de Vier Nobele Waarheden (ook wel de Vier Edele Waarheden genoemd) is de eerste lering die Gautama Boeddha gaf en vormt de basis van alle boeddhistische leringen, zowel van het Theravada- als het Mahayana-boeddhisme.
1. het lijden;
2. de oorzaak van het lijden;
3. de opheffing van het lijden;
4. het pad van de opheffing van het lijden.

## Jodendom
Tussen de stromingen binnen het Jodendom is geen algemene overeenkomst over een religieuze waarheid. In het algemeen wordt de Tenach als waarheid gezien. Daarnaast in mindere mate de Talmoed. Chassidische joden beschouwen daarnaast de uitspraken in relatie en uit hoofde van zijn functie van een rabbijn als religieuze waarheid. Orthodoxe joden geloven daarnaast soms dat de Thora en de Talmoed als waarheid verschillende interpretaties kennen, afhankelijk van de tijd waarin zij gelezen worden. Liberale joden hebben echter meer de neiging te geloven dat de geschriften die zij lezen een waarheidskern bevatten, maar niet het monopolie van een religieuze waarheid zijn.

## Christendom

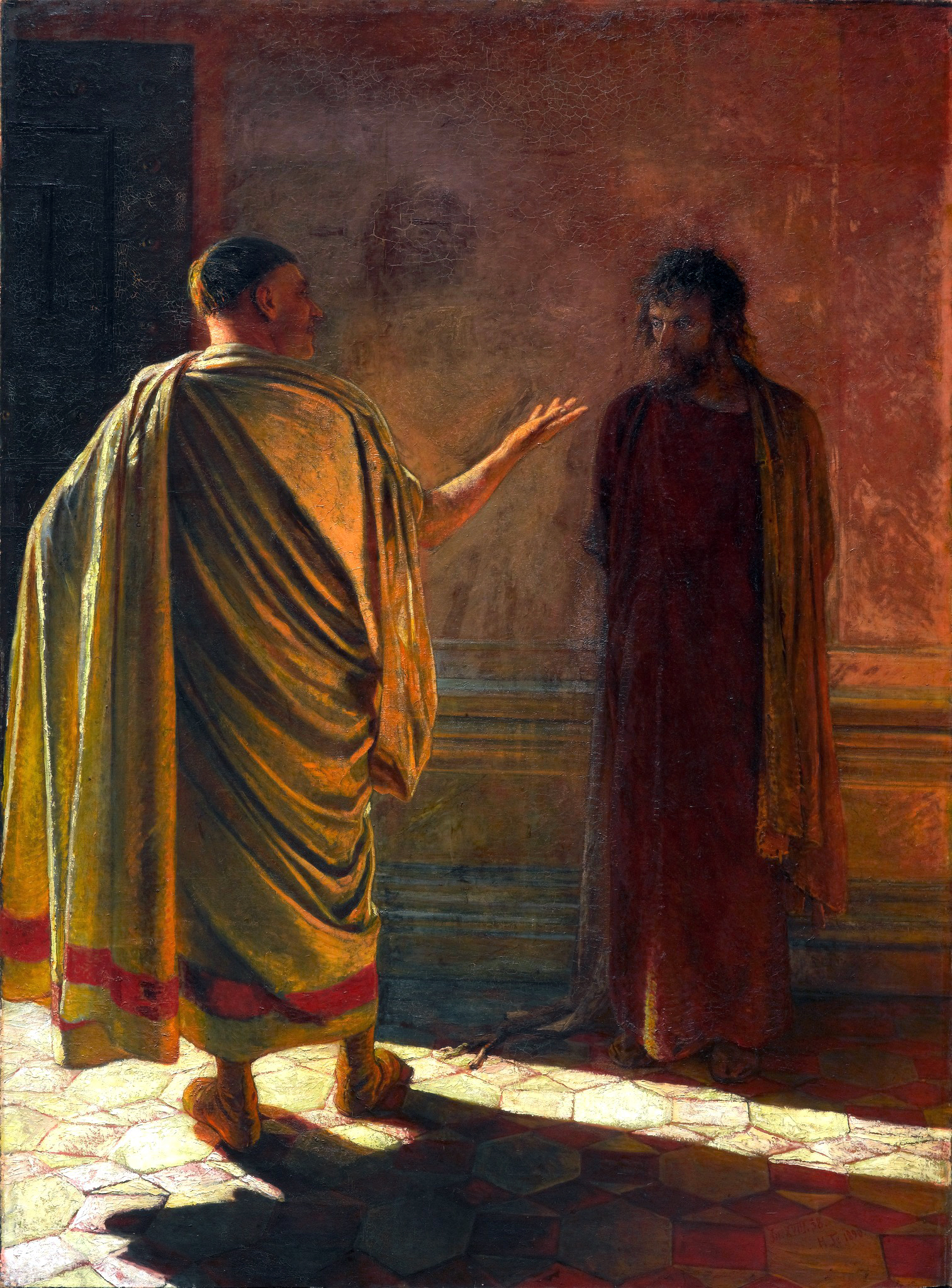
Nikolai Ge's Wat is waarheid?, Pontius Pilatus vraagt Jezus Wat is waarheid?

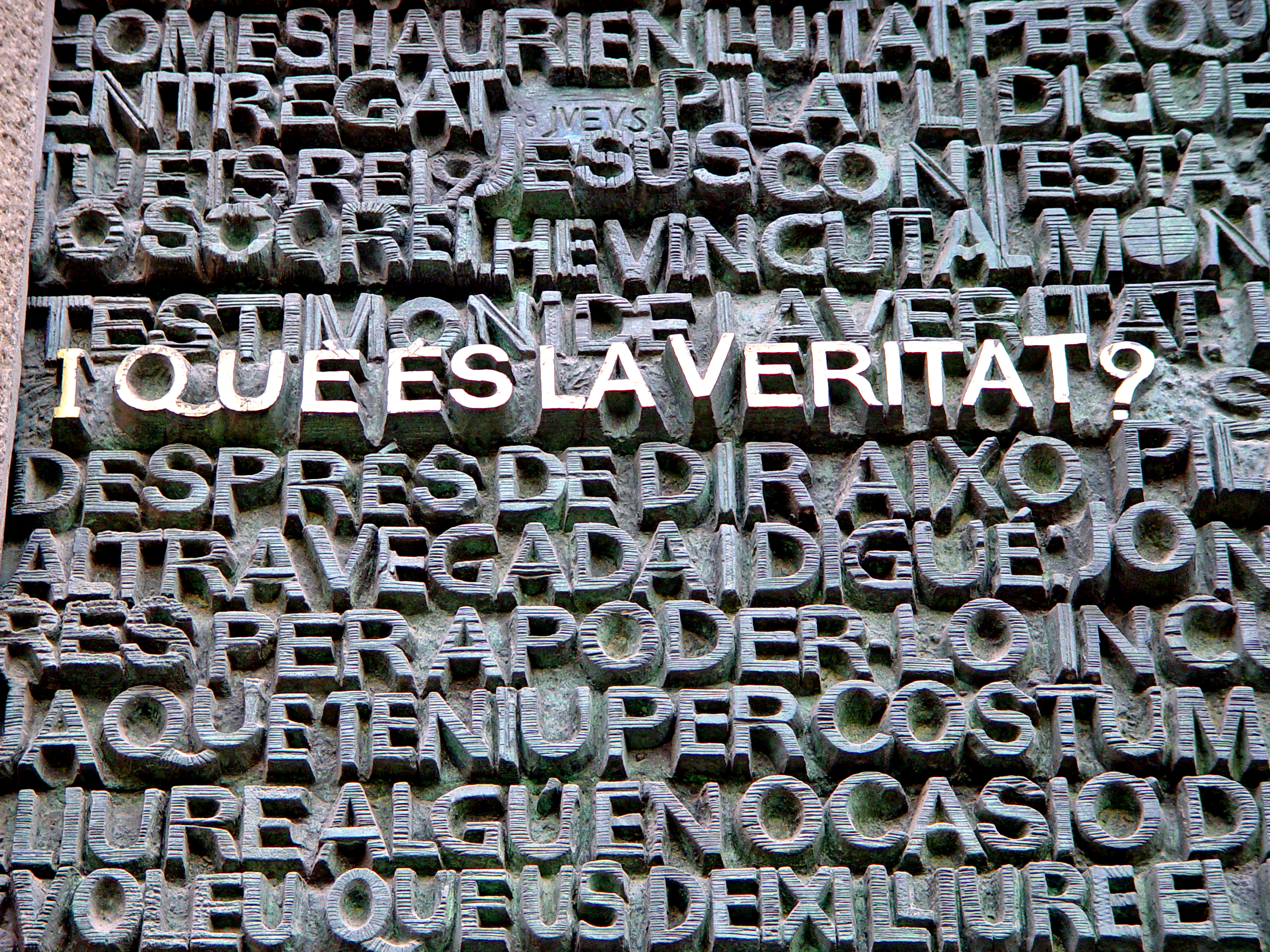
Pontius Pilatus' "Wat is waarheid?" - gestileerde inscriptie bij de ingang van Antoni Gaudí's Sagrada Família (Barcelona).

Christelijke denominaties hebben verschillende waarheden. De Rooms-Katholieke Kerk bijvoorbeeld, beschouwt haar geestelijk leider, de paus, als onfeilbaar. De orthodoxen daarentegen erkennen de onfeilbaarheid van de paus niet. Veel dogmatische en bevindelijke theologieën gaan ervan uit dat de Bijbel als woord van God onfeilbaar juist is, ook vanuit historisch perspectief. Minder dogmatische stromingen geven de voorkeur aan een overdrachtelijke en mystieke interpretatie.